# Nesin Howhannesijan

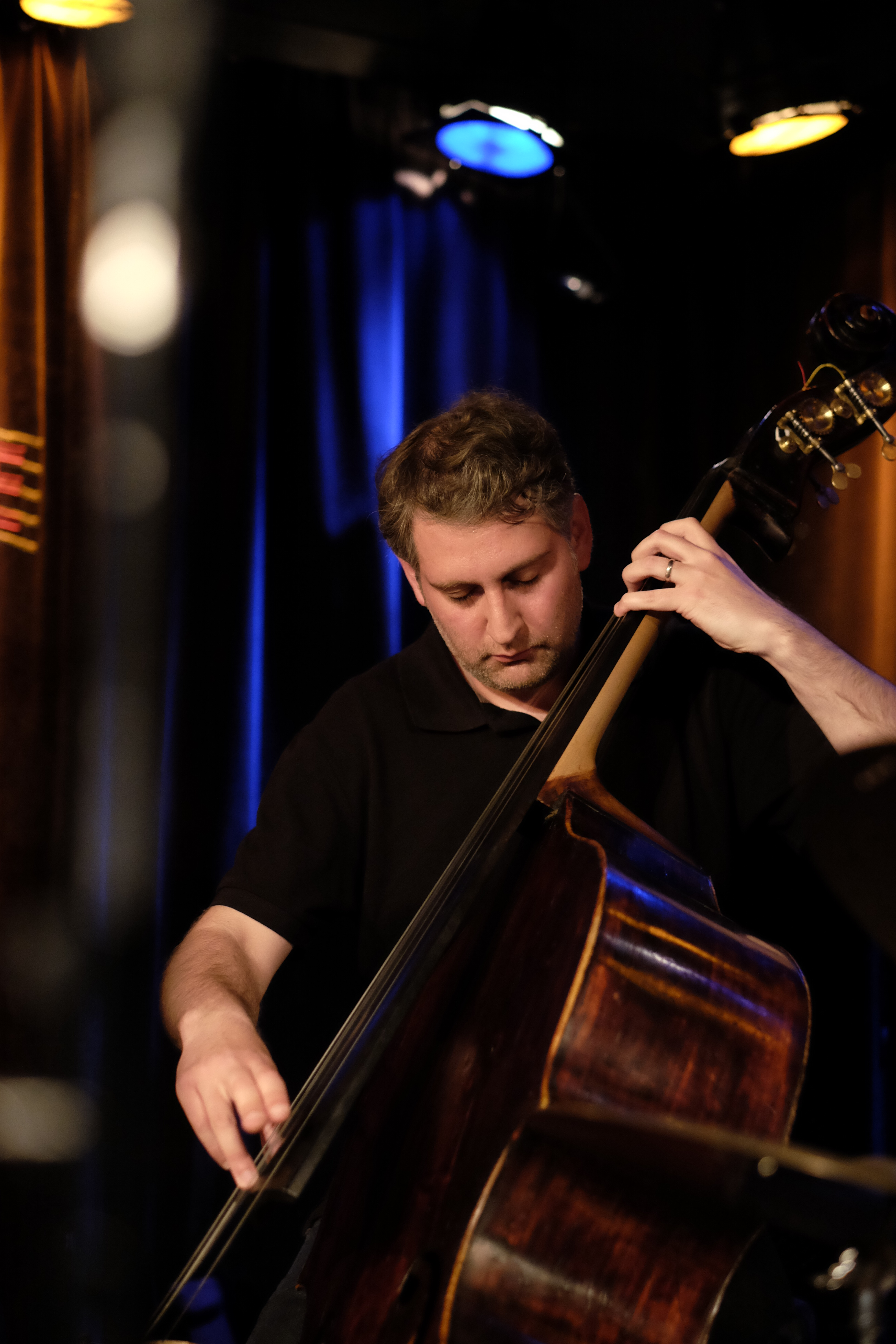
Nesin Howhannesijan im Jazzclub A-Trane 2012

Nesin Howhannesijan (geb. 25. Juli 1976 in West-Berlin, Deutschland) ist ein deutscher Kontrabassist mit armenischen Wurzeln.

## Leben und Wirken
Howhannesijan erhielt in früher Kindheit klassischen Violinenunterricht. Später wechselte er zum Kontrabass und studierte von 2000 bis 2003 am Berklee College of Music in Boston, USA, wo er sein Studium in Jazzperformance mit Diplom abschloss. Er nahm u. a. Unterricht bei Dave Santoro, Dave Clark, Bruce Gertz, Whit Browne und Jesper Lundgaard. Während seines Studiums in Boston war er auch Mitglied im Orchester des Boston Conservatory.
Er veröffentlichte vier CDs als Bandleader seines eigenen Trios, unter anderem bei Konnex Records. Außerdem wirkte er bei Aufnahmen als Sideman etwa von Corinna Reich mit. Er spielte auch in unterschiedlichen Besetzungen klassischer Musik (Oper, Operette, Kammermusik oder sinfonische Werke). 2021 legte er das Soloalbum The Shadow of Charles Mingus vor.